# Blütenreiche Winde
Die Blütenreiche Winde (Convolvulus floridus) ist eine Pflanzenart aus der Familie der Windengewächse (Convolvulaceae).

## Beschreibung
Die Blütenreiche Winde ist ein hoher Strauch, der Wuchshöhen von 2 bis 4 Meter erreicht. Die Äste sind aufrecht und überhängend. Die Blätter sind sitzend, lang verschmälert lineallanzettlich, weidenartig, dicht mit fein anliegenden, kurzen Haaren bedeckt und oft am Rand leicht gewellt. Die großen, endständigen Blütenstände bestehen aus bis zu 50 Blüten. Die Blüten sind ungefähr 15 Millimeter lang und weiß oder rosa.
Die Blütezeit reicht von Februar bis Juni.

## Vorkommen
Die Blütenreiche Winde kommt auf den Kanarischen Inseln in Sukkulentengebüschen vor.

## Belege
- Ingrid Schönfelder und Peter Schönfelder: Kosmos-Atlas Mittelmeer- und Kanarenflora. Franckh-Kosmos Verlag, Stuttgart 1994, ISBN 3-440-06223-6.